# 27.Fuckdemons
27.Fuckdemons, właściwie Max Jankowski (ur. 27 kwietnia 2006 w Toruniu) – polski   raper, piosenkarz i autor tekstów. Zakontraktowany w wytwórni GUGU rapera Szpaku.
Jego debiutancki album studyjny Nic się nie stało uplasował się na 3 miejscu na liście OLiS.

## Kariera
Max rozpoczął karierę muzyczną w 2019 r, jako 27.Fuckdemons. Pseudonim ten powstał na cześć zmarłego rapera XXXTentacion, który jest jego największą inspiracją. Liczba 27 w pseudonimie ma symbolizować 17, czyli liczbę z którą XXXTentacion był ściśle związany, plus liczbę 10, oznaczającą zjednoczenie. Max wspomina, że po śmierci jego idola XXXTentaciona postanowił (mając niespełna 13 lat) przejąć jego inicjatywę.
Styl piosenek rapera jest mroczny i głównie smutny, opowiadają o przykrościach jakich raper w życiu doświadczył i problemach z jakimi się zmaga. Artysta często agresywnie śpiewa w swoich piosenkach pod energiczne i mroczne beaty. Muzyk używa czasami w swoich piosenkach motywów z gatunku screamo w których krzyczy, czego przykładem jest utwór Zespół Cotarda nagrany wraz ze Szpakiem. 27.Fuckdemons często w wywiadach i piosenkach wspomina o swoim ciężkim dzieciństwie, w tym o: problemach z rówieśnikami, ich uzależnieniu od narkotyków, problemach psychicznych, próbach samobójczych, oraz o jego dzieciństwu w biedzie. Max, podobnie jak XXXTentacion, tworzy wyjątkową więź ze swoimi fanami i często wyznaje jak bardzo jest im wdzięczny, na co słuchacze również mu odpowiadają, iż artysta jest częścią ich życia i wiele mu zawdzięczają.
Popularność w podziemiu przyniosły mu utwory „Nie ufaj nikomu”, „Czym dla ciebie jest dom?” i „Awatar”. 17 października 2020 r. wydał debiutancki mixtape Overthinking, na którym gościnnie wystąpili artyści; fifi, Kvvmil i EmKaTus. 27 kwietnia 2021 r. Jankowski wydał EP’ke Respect Victim. 

### GUGU
W lutym 2022 r. 27.Fuckdemons został zakontraktowany do jego wytwórni rapera Szpaku, GUGU. Jankowski rozpoczął prace nad swoim debiutanckim krążkiem. 
9 lutego 2022 r. wraz z teledyskiem pojawił się pierwszy singel z nadchodzącego projektu, Zespół Cotarda na którym gościnnie wystąpił Szpaku. 3 marca ukazał się kolejny singel Jaźnie. 17 marca wydany został ostatni singel z albumu, NIEDOSTĘPNY z gościnnym udziałem rapera esceh. Max wydał swój debiutancki album studyjny Nic się nie stało 30 marca 2022 r. Album zajął 3. miejsce na OLiS.
Po sukcesie komercyjnym debiutu raper wydał utwór Pod kapturem z okazji swoich 16 urodzin. 27.Fuckdemons wyznał w piosence że jest osobą transpłciową. 3 czerwca pojawił się gościnnie w utworze w płuckach od rapera zibexa. 25 sierpnia Max wydał singel Jak dawniej w którym opowiadał o problemach związanych z jego odmiennością i orientacją.

## Dyskografia

### Albumy studyjne
- Nic się nie stało (2022)

### Mixtape
- OVERTHINKING (2020)

### EP
- Respect Victim – EP (2021)
- Monachopsis - EP (2024)[23]
- MOJA EUFORIA - EP (2025)